# マクワンチサップ
マクワンチサップは、北海道の川上郡弟子屈町に位置する標高574.1mの山である。山頂には三等三角点「硫黄山」が設置されている。

## 概要
屈斜路火山群を構成する山で最高峰である。南東にはアトサヌプリ、北西にはサワンチサップが位置している。
山名の由来は定かではないが、「弟子屈町史」では「マク・ワ・アン・チサップ（後方にあるチサップ」としている。「チサップ」については「chisa-p（泣くもの）」という説がある。またマクワンチサップは「兜山」と呼ばれることがある。

## 登山
登山道はない。マクワンチサップ自体は急登を強いられるが、山中の草は背丈が低く藪漕ぎをするような箇所は特にない。
- 道道52号沿いにある駐車帯から始まり、つつじヶ原探勝路を歩いて山頂北西側から取り付いて山頂へ至る。
- 仁伏からポンポン山を登り、サワンチサップ南西側の尾根を越えてつつじヶ原探勝路へと降りた後、山頂北西側から取り付いて山頂へ至る。